# Svante Wold
Svante Bjarne Wold, född 14 mars 1941 i Engelbrekts församling i Stockholm, död 4 januari 2022 i Hollis, New Hampshire, USA, var en svensk kemist och professor i kemometri vid Umeå universitet. 
Svante Wold var son till Herman Wold och Anna-Lisa Arrhenius-Wold, bror till Agnes Wold och dotterson till Svante Arrhenius.
Wold disputerade 1971 vid Umeå universitet där han året efter fick en tjänst som docent. 1986 utsågs han till professor i kemometri vid Umeå universitet. Han invaldes 1997 till ledamot av Kungl. Ingenjörsvetenskapsakademien i dess avdelning IV, Kemiteknik. Svante Wold är begravd på Södra begravningsplatsen i Lidköping.